# NGC 1870
NGC 1870 ist ein offener Sternhaufen der Großen Magellanschen Wolke im Sternbild Schwertfisch.
Entdeckt wurde das Objekt am 3. August 1826 von James Dunlop. Dunlop benutzte bei der Entdeckung ein Teleskop mit 22,86 cm (9 Zoll) Durchmesser.